# Jinhai Hu
Jinhai Hu (kinesiska: 金海湖) är en sjö i Kina. Den ligger i storstadsområdet Peking, i den norra delen av landet, omkring 81 kilometer öster om stadskärnan. Jinhai Hu ligger 100 meter över havet. Arean är 3,1 kvadratkilometer. Trakten runt Jinhai Hu består till största delen av jordbruksmark. Den sträcker sig 3,0 kilometer i nord-sydlig riktning, och 3,4 kilometer i öst-västlig riktning.
Genomsnittlig årsnederbörd är 799 millimeter. Den regnigaste månaden är juli, med i genomsnitt 231 mm nederbörd, och den torraste är januari, med 3 mm nederbörd.